# ポートレートアート
ポートレートアートは、過去の場面と現在の場面を絵の中で混同させたり、背景などを描き込んだりすることで、被写体の人柄や人生を絵にしていく絵画法である。似顔絵には、デッサンと着色があり、着色は肌色を4 - 5回塗り重ねるのに対し、ポートレートアートには以下の違いがある。
- 着色は肌色を10回以上塗り重ねる。[要出典]
- 似顔絵よりも描き込みが多く絵の空気感や絵肌、質感を表現する絵画技術が必要になる。[要出典]
- 似顔絵に比べ時間がかかる。[要出典]
- 絵の依頼者が絵をプロデュースする場合が多く、「こんな絵が欲しい」と絵描きに相談するところから始まる。[要出典]
- 依頼者と絵描きが相談、途中経過の確認をしながら絵を完成させていく。[要出典]